# Caspar van den Berg
Caspar Floris van den Berg (Angerlo, 19 mei 1980) is een Nederlands hoogleraar  bestuurskunde, bestuurder en voormalig VVD-senator. Sinds 1 juni 2024 is Van den Berg voorzitter van Universiteiten van Nederland.

## Opleiding en carrière
Van den Berg volgde het gymnasium op het Rhedens Lyceum in Rozendaal, waarna hij deelnam aan een uitwisselingsprogramma van een jaar in Zuid-Afrika. Van den Berg studeerde in 2002 cum laude af aan University College Utrecht. In 2003 rondde hij zijn masteropleiding internationale betrekkingen af aan de London School of Economics and Political Science (with merit).  
In 2010 promoveerde Van den Berg aan de Universiteit Leiden op een proefschrift over de doorwerking van Europese integratie op de nationale politiek en het bestuur in Nederland, het Verenigd Koninkrijk en Frankrijk. Hiervoor ontving hij in 2011 de G.A. Van Poeljeprijs voor het beste proefschrift in de bestuurswetenschappen in Nederland en Vlaanderen.
Na zijn promotie werkte Van den Berg als adviseur bij Berenschot, als universitair (hoofd)docent aan de Universiteit Leiden, was hij visiting research fellow aan Princeton University en gasthoogleraar aan de Technische Universiteit van Tallinn. De focus van zijn onderzoek in deze periode lag op politisering van het openbaar bestuur en externe inhuur door overheden.

### Hoogleraarschap
In september 2017 werd hij benoemd als als hoogleraar bestuurskunde aan de Universiteit Groningen en in 2021 werd hij tevens hoogleraar aan de Universiteit Leiden. In 2023 werd Van den Berg benoemd tot decaan van de faculteit Campus Fryslân, de nevenvestiging van de Rijksuniversiteit Groningen in Leeuwarden. In 2024 ontving hij een eredoctoraat van de Technische Universiteit van Tallinn vanwege zijn “uitmuntende wetenschappelijke prestaties en een belangrijke bijdrage aan de vooruitgang van de bestuurswetenschappen”.
Tussen 2019 en 2022 was Van den Berg lid van de Raad voor het Openbaar Bestuur.
Sinds 1 juni 2024 is Van den Berg voorzitter van Universiteiten van Nederland.

## Eerste Kamerlid
Bij de verkiezingen voor de Eerste Kamer in 2019 stond Van den Berg op de zestiende plaats van de kandidatenlijst van de VVD, wat niet voldoende was om direct gekozen te worden. Op 18 januari 2022 werd hij geïnstalleerd als lid van de Eerste Kamer in de vacature die ontstaan was door de toetreding van Eric van der Burg tot het kabinet-Rutte IV. Bij de Eerste Kamerverkiezingen in 2023 stond Van den Berg op plaats 8 van de kandidatenlijst van de VVD, en werd zodoende direct herkozen voor een tweede periode in de Eerste Kamer.
Als senator behandelde Van den Berg onder andere zes grondwetswijzigingen, waaronder de toevoeging van de algemene bepaling die stelt dat de Grondwet de grondrechten en de democratische rechtsstaat waarborgt en de toevoeging van handicap en seksuele gerichtheid als non-discriminatiegrond aan artikel 1 van de Grondwet. Andere wetten waar Van den Berg zich voor heeft ingezet zijn de Wet doxing, de Tijdelijke wet AIVD/MIVD en de Wet introductie gecombineerde geslachtsnaam.
In een interview met NRC in april 2023 sprak hij zich uit over de opeenstapeling van problemen en achterstanden in sommige gebieden van het land, als deelverklaring voor het verlies van de middenpartijen en voor de ongekend grote overwinning van BBB bij de Provinciale Statenverkiezingen van 2023.
Op 23 januari 2024 was Van den Berg een van de VVD-senatoren die de Spreidingswet aan een meerderheid hielp.

### Gaswinning Groningen
In april 2024 kwam Van den Berg in het nieuws vanwege zijn inbreng namens de VVD-fractie in de Kamercommissie voor Economische Zaken en Klimaat over het stoppen met de gaswinning in Groningen. Van den Berg stelde daarin voor een schriftelijke vragenronde te houden over het wetsvoorstel. Hij stelde dat gegeven de op dat moment toenemende geopolitieke onrust in de wereld, het definitief en onomkeerbaar afsluiten van de gasputten onzekerheden met zich mee zouden brengen voor de toekomstige energievoorziening in Nederland, en dat hij daar vragen over wilde stellen aan staatssecretaris Vijlbrief van Mijnbouw, alvorens zijn fractie voor het wetsvoorstel zou gaan stemmen. Dit leidde tot woede bij Groningse politici en verantwoordelijk staatssecretaris Hans Vijlbrief dreigde met aftreden. In reactie op de ontstane ophef gaf Van den Berg aan dat zijn vragen bedoeld waren om een zorgvuldige behandeling van het wetsvoorstel te borgen, juist vanwege het belangrijke en van invloed zijnde politieke en maatschappelijke dossier, en niet om de beëindiging van de gaswinning te vertragen. Het besluit over de sluiting kon hierna alsnog genomen worden.
Op 10 september 2024 verliet Van den Berg de Eerste Kamer om meer tijd te kunnen besteden aan zijn hoofdfunctie als voorzitter van Universiteiten van Nederland.

## Voorzitter Universiteiten van Nederland
Van den Berg is sinds 1 juni 2024 voorzitter van Universiteiten van Nederland, waar hij interim-voorzitter Jouke de Vries opvolgde. In die functie kreeg hij te maken met de voorgenomen bezuinigingen op het hoger onderwijs en wetenschap van het kabinet-Schoof. Van den Berg verzet zich namens de universiteiten tegen deze bezuinigingen. Zo sprak hij onder andere bij een protest van studenten en medewerkers van universiteiten op het Malieveld in november 2024 en spreekt hij zich regelmatig uit tegen deze bezuinigingen in de media.

## Persoonlijk
Van den Berg is gehuwd en woont in Den Haag. Hij heeft twee kinderen. Via zijn moeder is hij verwant aan de staatsman Mr.dr. Guillaume Groen van Prinsterer. Hij stamt af van diens zuster Maria Clasina Groen van Prinsterer en haar echtgenoot Mr. Johan Antoni Philipse. Hij is ook een nazaat van Jhr.mr. Sebastiaan Mattheus Sigismund de Ranitz.